# Simone Battle
Simone Sherise Battle (Los Angeles, 17 giugno 1989 – West Hollywood, 5 settembre 2014) è stata una cantante, ballerina e attrice statunitense; nota per aver partecipato alla prima edizione del talent show The X Factor Usa nel 2011 e per essere stata uno dei membri del gruppo femminile G.R.L. formato dalla nota coreografa Robin Antin nel 2013.
Trovata morta nel 2014, si ha la conferma del suicidio per impiccamento.

## Carriera

### 2006 – 2011: gli inizi eThe X Factor
Simone Battle fa il suo debutto in televisione nel 2006 ottenendo piccole parti in serie televisive come Zoey 101 e Tutti odiano Chris. Nel 2010 partecipa come ballerina al video musicale Teach Me How to Dougie del gruppo hip hop Cali Swag District.
Nel 2011 Battle partecipa alle audizioni della prima edizione del talent show The X Factor Usa nel 2011, davanti ai giudici (Simon Cowell, Paula Abdul, Cheryl Cole e L.A. Reid), esibendosi con il brano When I Grow Up delle Pussycat Dolls e ricevendo dai giudici tre sì. Battle passa così alla fase dei Bootcamp dove dopo una serie di prove riesce a passare alla fase serale dello show nella categoria "Donne" insieme a Melanie Amaro, Rachel Crow, Drew, e Tiah Tolliver. Durante la prima settimana della fase serale Battle, insieme a Tiah Tolliver, venne eliminata da Simon Cowell, mentore della categoria.

### 2011 - 2014: il successo, le Pussycat Dolls e le G.R.L.

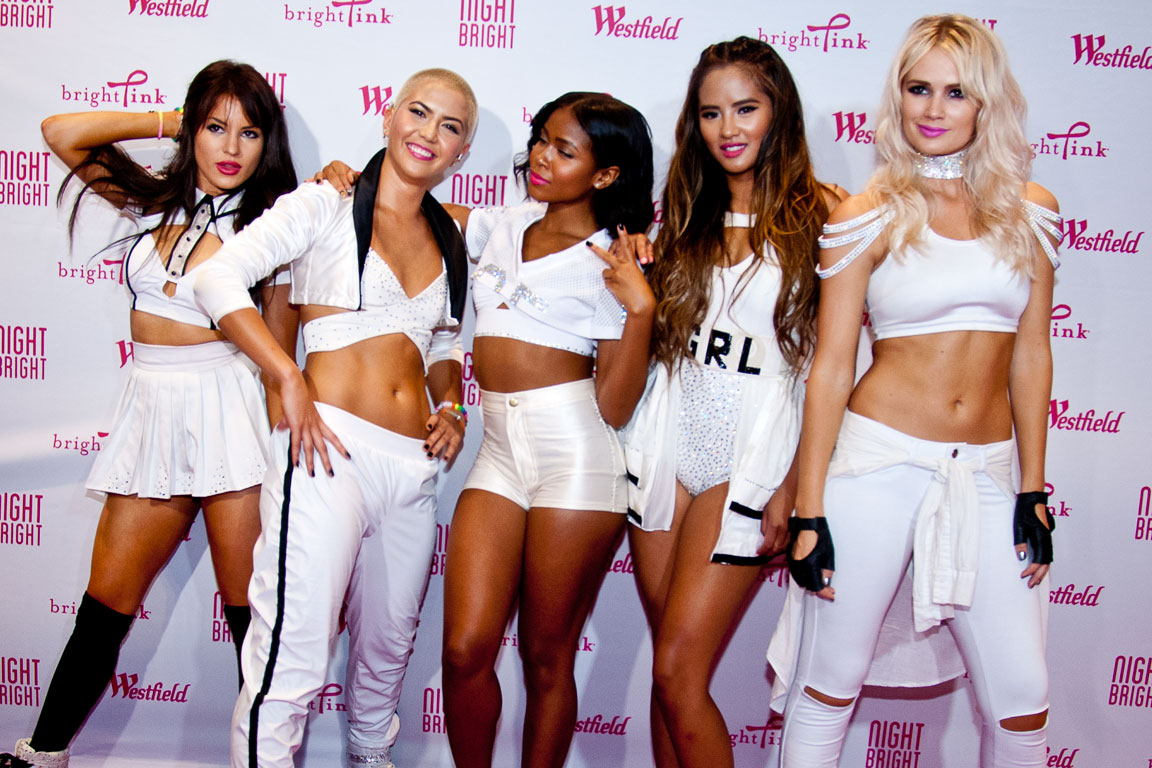
La formazione originale delle G.R.L. nel 2013

Dopo l'eliminazione da The X Factor Battle inizia la sua carriera da cantante, pubblicando il suo primo singolo He Likes Boys. Successivamente, nel 2012 sostituisce Amanda Branche nella line-up delle Pussycat Dolls (la quale sarà anche l'ultima). Nel febbraio 2013, Robin Antin dichiara di aver accantonato il progetto delle nuove Pussycat Dolls e che le nuove ragazze (Emmalyn Estrada, Simone Battle, Paula Van Oppen, Lauren Bennett e Natasha Slayton) hanno dato vita ad un nuovo gruppo dal nome G.R.L..
Il gruppo viene presentato ufficialmente nell'aprile 2013 presso il Chateau Marmont Hotel a Los Angeles. La band, il 18 giugno 2013, pubblica il loro singolo di debutto intitolato Vacation, il quale viene incluso nella colonna sonora del film d'animazione I Puffi 2. Il 16 giugno 2013 la canzone viene temporaneamente pubblicata come "lato b" della canzone Ooh La La della cantante Britney Spears, diventata la colonna sonora del film d'animazione I Puffi 2.
Il 28 gennaio 2014 il gruppo annuncia tramite la loro pagina Facebook ufficiale che la canzone Show Me What You Got è stata inserita all'interno del 49º volume della serie di album Now That's What I Call Music!, pubblicato il 4 febbraio negli Stati Uniti.
Il 25 febbraio 2014 il rapper Pitbull pubblica il singolo Wild Wild Love, che vede la collaborazione con le G.R.L. Il 1 luglio 2014 viene rilasciata la canzone Ugly Heart, primo singolo dell'album del gruppo. Sempre nel luglio 2014 il gruppo rilascia il suo primo EP, dal titolo G.R.L.

### La morte
Il 5 settembre 2014, alle 8:00 del mattino, Simone Battle viene trovata morta all'età di 25 anni nella sua casa a West Hollywood: la cantante si è suicidata per impiccamento. Un portavoce di Battle ha dichiarato che soffriva di depressione a causa di problemi finanziari.

## Memoria

### Tributi
La morte della cantante ha avuto un riscontro forte sui social media, infatti molti tra fan, amici e colleghi hanno reso omaggio alla cantante, tra cui Robin Antin, Nicole Scherzinger, Simon Cowell, Pitbull, Mel B e le stesse componenti delle G.R.L.

### Tributi musicali
Il 15 gennaio 2015 le G.R.L. pubblicano il singolo Lighthouse, una canzone scritta e dedicata a Simone Battle. Nello stesso giorno viene pubblicato anche il video musicale del singolo, nel quale vengono mostrate varie immagini della cantante in varie fasi della sua vita.

## Discografia

### Con le G.R.L.
- 2014 – G.R.L.

### Solista
- 2008 – Rain
- 2009 – Just a Boy
- 2009 – Material Girl
- 2011 – He Likes Boys

## Filmografia

### Cinema
- We the Party - (2012)
- Meanamorphosis - (2012)
- What We Need - (2014)

### Televisione
- Tutti odiano Chris – serie TV, episodio 1x19 (2006)
- Zoey 101 – serie TV, episodio 3x03 (2006)

### Altre apparizioni
- The X Factor Usa (2011) concorrente
- 106 & Park (2012) corrispondente